# Rocío Barrera Puc
Rocío Natali Barrera Puc (Tizimín, Yucatán, 17 de mayo de 1986) es una política mexicana, miembro del partido Movimiento Regeneración Nacional (Morena). Ha sido diputada federal de 2021 a 2024 y reelegida en el cargo para el periodo de 2024 a 2027. 

## Biografía
Es licenciada en Educación Primaria, ejerciendo su profesión como docente en 2015 en la escuela primaria «David Vivas Romero» de Sucopó, en 2016 en la «Flavio Clemente Chab Izquierdo» y en 2018 en la «Benito Juárez García» de Tizimín, Yucatán.
En 2018 fue coordinadora territorial de Morena y ese mismo año fue elegida regidora del ayuntamiento del municipio de Tizimín presidido por Mario González González. En 2021 fue elegida diputada federal por el principio de representación proporcional a la LXV Legislatura de dicho año a 2024. En ella fue secretaria de la comisión de Bienestar; e integrante de las comisiones de Igualdad de Género; y, de los Derechos de la Niñez y Adolescencia. Se separó del cargo mediante licencia entre el 9 y el 17 de abril de 2024.
En las elecciones de 2024 fue postulada a la reelección en el cargo por la coalición Sigamos Haciendo Historia, pero en esta ocasión en representación del Distrito 1 de Yucatán. Logró el triunfo, habiendo recibido el 53.05& de los votos, frente al 42.49% de su opositor de la coalición Fuerza y Corazón por México, Esteban Abraham Macari; representandolo en la LXVI Legislatura que concluirá en 2027.